# Desmoncus
Genre
Classification phylogénétique
Espèces de rang inférieur
- Desmoncus chinantlensis
- Desmoncus cirrhifer
- Desmoncus costaricensis
- Desmoncus giganteus
- Desmoncus horridus
- Desmoncus interjectus
- Desmoncus kunarius
- Desmoncus latisectus
- Desmoncus leptoclonos
- Desmoncus loretanus
- Desmoncus madrensis
- Desmoncus mitis
- Desmoncus moorei
- Desmoncus myriacanthos
- Desmoncus obovoideus
- Desmoncus orthacanthos
- Desmoncus osensis
- Desmoncus parvulus
- Desmoncus polyacanthos
- Desmoncus prunifer
- Desmoncus pumilus
- Desmoncus setosus
- Desmoncus stans
- Desmoncus vacivus

Desmoncus est un genre de palmiers, des plantes de la famille des Arecaceae, qui s'étend du Mexique jusqu'au Brésil et Bolivie. Deux espèces, Desmoncus orthacanthos et Desmoncus polyacanthos, sont présentes dans le sud des Caraïbes. 

## Classification
- Famille des Arecaceae
  - Sous-famille des Arecoideae
    - Tribu des Cocoseae
      - Sous-tribu des Bactridinae[1],[2]

Sa sous-tribu comprend quatre autres genres, Bactris, Aiphanes, Gastrococos et Astrocaryum.

### Liste des espèces
- Desmoncus chinantlensis 		Liebm. ex Mart.
- Desmoncus cirrhifer 			A.H.Gentry & Zardini
- Desmoncus costaricensis 		(Kuntze) Burret
- Desmoncus giganteus 		A.J.Hend.
- Desmoncus horridus 		Splitg. ex Mart.
- Desmoncus interjectus 		A.J.Hend.
- Desmoncus kunarius 		de Nevers ex A.J.Hend.
- Desmoncus latisectus 		Burret
- Desmoncus leptoclonos 		Drude
- Desmoncus loretanus 		A.J.Hend.
- Desmoncus madrensis 		A.J.Hend.
- Desmoncus mitis 			Mart.
- Desmoncus moorei 			A.J.Hend.
- Desmoncus myriacanthos 		Dugand
- Desmoncus obovoideus 		A.J.Hend.
- Desmoncus orthacanthos 		Mart.
- Desmoncus osensis 			A.J.Hend.
- Desmoncus parvulus 		L.H.Bailey
- Desmoncus polyacanthos 		Mart.
- Desmoncus prunifer 			Poepp. ex Mart.
- Desmoncus pumilus 			Trail
- Desmoncus setosus 			Mart.
- Desmoncus stans 			Grayum & de Nevers
- Desmoncus vacivus 			L.H.Bailey